# Venantius Fortunatus

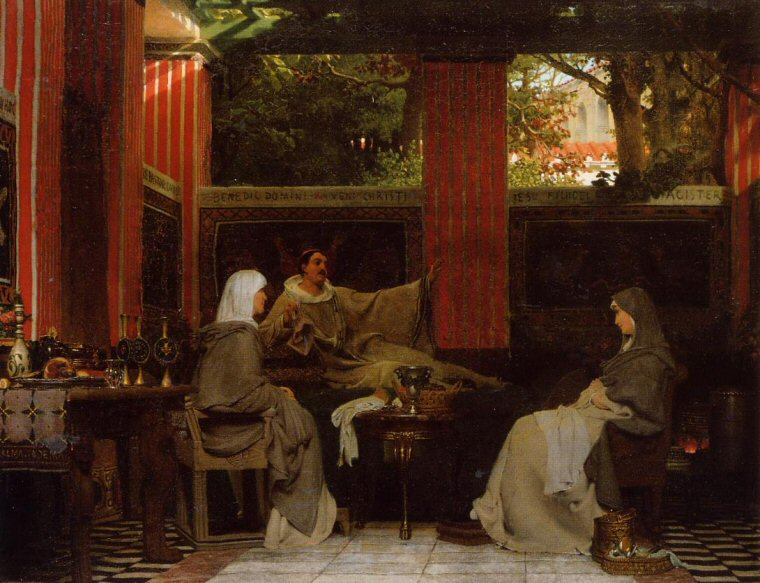
Venantius Fortunatus läser sina dikter för Radegundis. Målning av Lawrence Alma-Tadema (1862).

Venantius Honorianus Clementianus Fortunatus född omkring 530 i norra Italien, död omkring 600 i Poitiers, var biskop i Poitiers, latinsk poet och hymndiktare. Han är helgon i Romersk-katolska kyrkan. 

## Biografi
Venantius Fortunatus växte upp i ett Italien som under densamma tiden besegrades av Bysantinska riket. Han studerade i Ravenna, och av hans verk märks det att han hade en förtrogenhet med de klassiska romerska författarna (Vergilius, Ovidius, med flera) och med den kristna litteraturen. Under en tid bodde Venantius i Tyskland och Gallien, sannolikt med intentionen att söka lyckan som poet vid det merovingska hovet. När politiska förvecklingar omintetgjorde dessa ambitioner, fick han flera betydelsefulla beskyddare, som till exempel Gregorius av Tours. Någon gång efter år 600 blev han biskop av Poitiers.
Det är emellertid som hymndiktare som han blivit mest berömd. Två av hans dikter har blivit upptagna i den romersk-katolska kyrkans liturgi: Pange lingua gloriosi proelium certaminis (Upp, min tunga, att lovsjunga) och Vexilla Regis prodeunt (Kungens fana är lyft). Den förra av dessa inspirerade Thomas av Aquino till dennes Pange Lingua. Den senare är en sekvens som sjungs vid vesper under stilla veckan. Dikten är en hyllning till den bit av det kors som sänts till Chlothar I:s änka drottning Radegundis, vilket sades vara det kors som Jesus hade dött på.
Venantius anses också ha författat den under medeltiden mycket populära dikten Ave Maris Stella (Var hälsad havets stjärna), en ofta tonsatt hyllning till Jungfru Maria. Hymnen kan brukas i den katolska tidegärden (Liturgia Horarum).
Sammanlagt har bevarats elva böcker med poesi som Venantius författat, i så skilda genrer som epitafer, panegyrik, consolatio, och därtill flera andra religiösa dikter. Hans verser utgör viktiga steg i utvecklingen av den latinska litteraturen, huvudsakligen på grund av att han var verksam under den tid då den latinska prosodin gled från den kvantitativa versen från det klassiska latinet mot en meter på accenter som kännetecknade medeltidslatinet. Ibland synes hans stil vara påverkad av hibernolatinet, iklädd en lärd grekisk språkdräkt som tillfälligtvis uppträder i hans dikter. 
Han författade även en hagiografi på vers över Martin av Tours, vilken betraktas som antikens sista epos, samt en hagiografi över sin beskyddare drottning Radegundis.
Venantius finns också representerad i The Church Hymn Book 1872 (nr 448) med The royal banner is unfurled, John Chandlers översättning av den latinska hymnen Vexilla Regis prodeunt från år 580 efter Kristus. Venantius är också representerad i danska Psalmebog for Kirke og Hjem.

## Psalmer
- Alle Christne frögda sigh medtagen i både Göteborgspsalmboken 1650 och i 1695 års psalmbok som nr 126 under rubriken Jule Högtids Psalmar. Vem som översatt texten till svenska är okänt.
- Upp, min tunga, att lovsjunga Pange lingua gloriosi proelium certaminis nr 157 i 1695 års psalmbok. [3] Nr 147 i Den svenska psalmboken 1986.
- Höga kors, du enda ädla "Vexilla Regis", nr 456 i Den svenska psalmboken 1986.